# Fronteira Zâmbia–Zimbábue
A fronteira entre a Zâmbia e o Zimbábue estende-se por 797 km separando o Zimbábue do território da Zâmbia.

## Traçado
A fronteira atual traça as fronteiras históricas entre a Rodésia do Sul e a Rodésia do Norte, delimitada pelo Zambeze.
A linha de fronteira se inicia no norte do Zimbábue, na fronteira tríplice dos dois países com Moçambique, daí seguindo o rio Zambeze rumo a sudoeste, até ao lago Cariba. Nesse trecho do Zambeze ficam as conhecidas Cataratas Vitória. O lago Cariba é um lago artificial consequente da barragem aí construída entre 1955 e 1959.
A partir do sul do lago Cariba, a fronteira, sempre seguindo o Zambeze, vai para oeste até à fronteira tríplice Zimbábue-Zâmbia-Botsuana. Esse ponto triplo fica a somente 2 km de outra tríplice fronteira, Zâmbia-Botsuana-Namíbia, situada também no rio Zambeze.